# 王东亮
王东亮（1971年11月19日—），中国山西省太原市人，围棋职业六段棋手。他1989年入段，2002年升为六段。
王东亮年轻时离开家乡，加入煤炭体协围棋队。1999年至2006年间多次代表平顶山煤矿队参加围甲联赛。2000年，在预选赛中战胜余平和吴新宇，进入第6届NEC杯本赛，本赛首轮负于“棋圣”聂卫平。
2016年5月在第1届新奥杯预选赛中老年组比赛中，王东亮连胜韩国世界冠军刘昌赫和聂卫平，后负于俞斌。